# Packhallen X und XIV im Fischereihafen

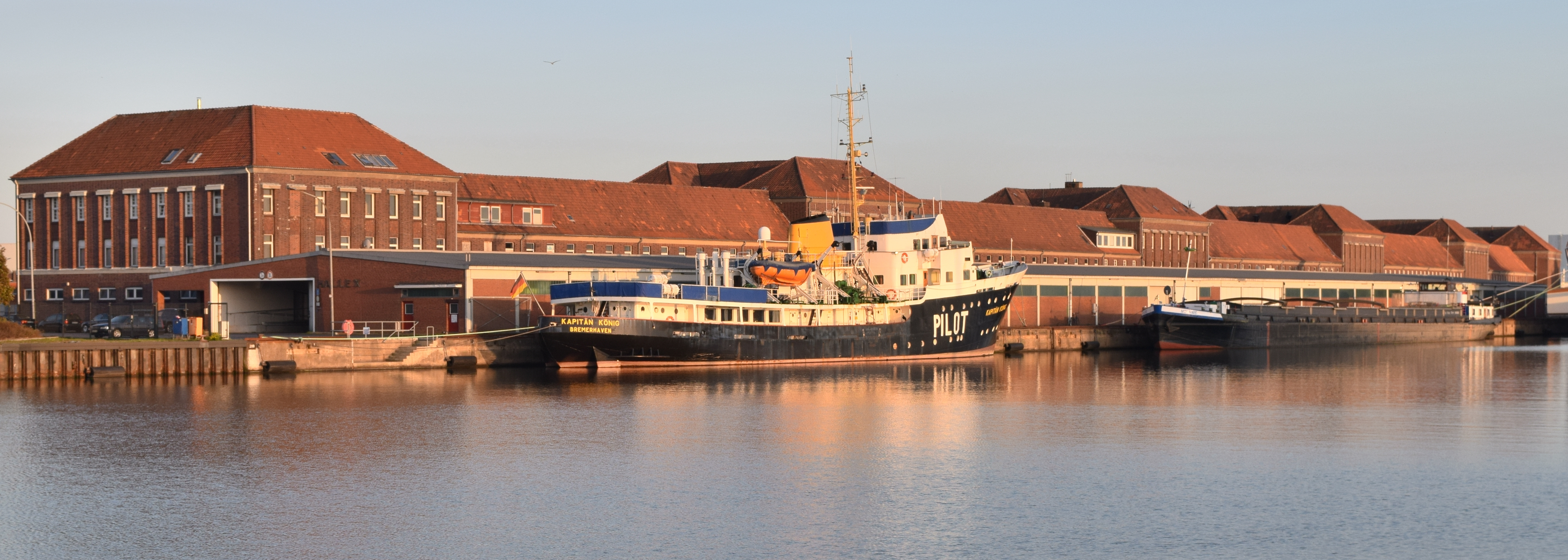
Packhalle X

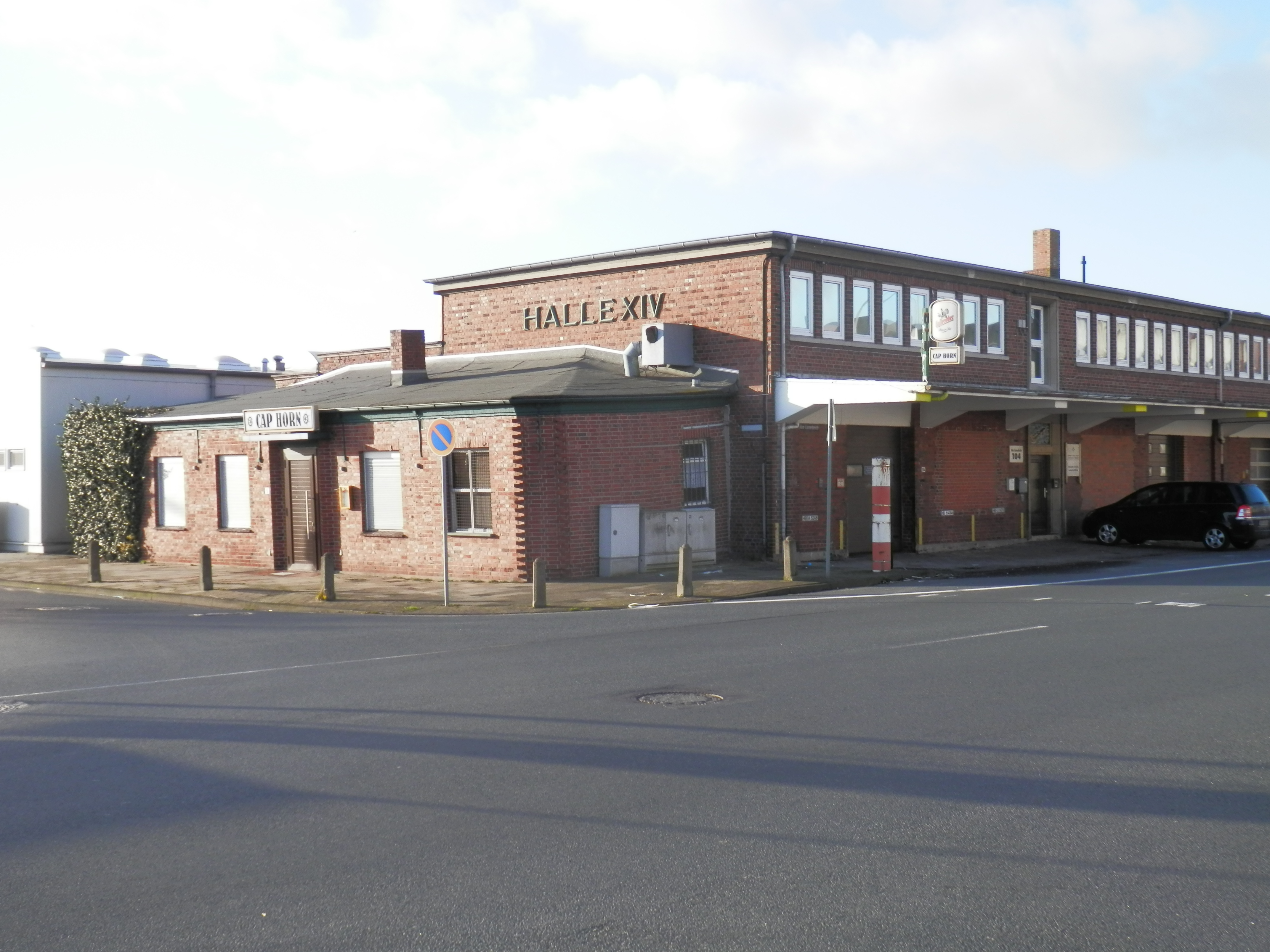
Packhalle XIV

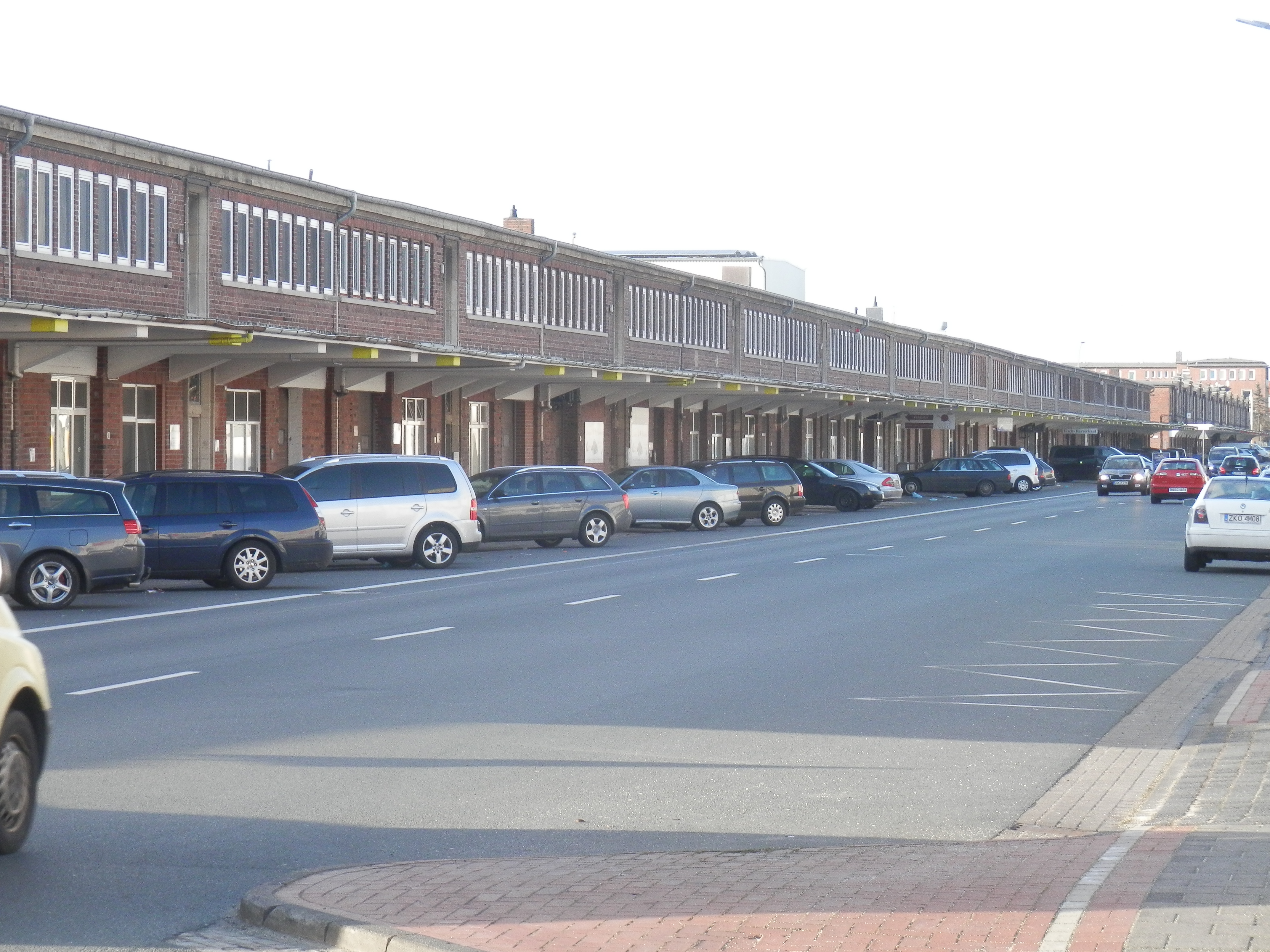
Packhalle XIV

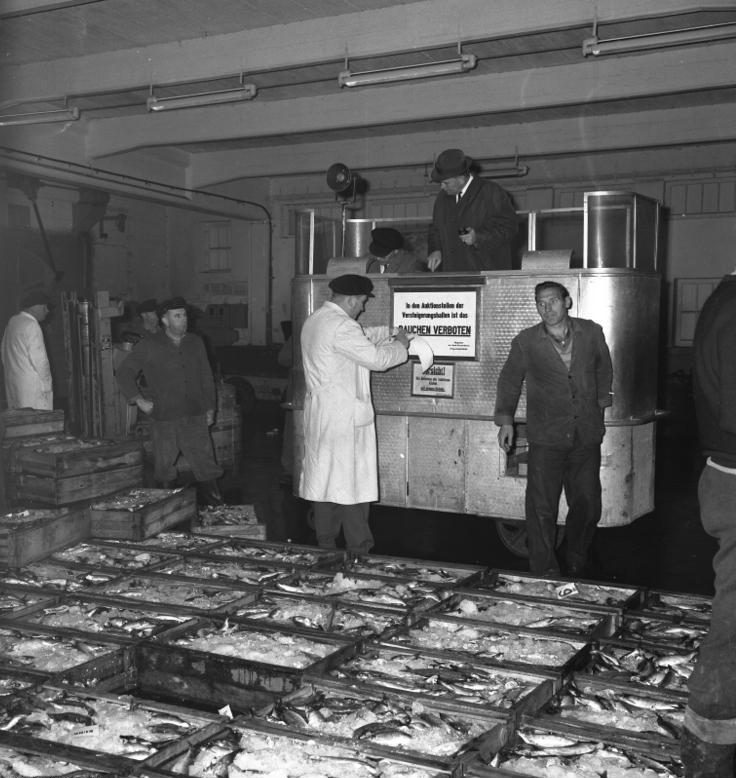
Fischauktionator

Die Packhallen X und XIV in Bremerhaven-Fischereihafen, Fischauktionsstraße 1 bis 37 bzw. Am Lunedeich 42 bis 104, entstanden 1928/29 bzw. 1939/40. 
Die Gebäude stehen seit 2013 unter Bremer Denkmalschutz.

## Geschichte
Die Hochseefischerei in der Region entwickelte sich ab 1885 u. a. durch den Reeder Friedrich Busse. Die erste Fischauktion fand 1888 statt. Von 1891 bis 1896 wurde der Fischereihafen I in Geestemünde gebaut und von 1921 bis 1925 der Fischereihafens II. 1924 wurden Geestemünde und Lehe zur preußischen Stadt Wesermünde vereinigt. Für die privaten Fischversandgeschäfte errichtete Preußen zahlreiche Packhallen. Sie wurden verwaltet von der Fischereihafenbetriebsgenossenschaft der Händler und Reeder.
Die Architektur der Packhallen ist relativ ähnlich. Bei den zumeist zweigeschossigen Gebäuden befinden sich seitlich die überdachten Laderampe, im Obergeschoss die Kontore und zur Rückseite die Gewerberäume. Bis 1925 konnte das Erdgeschoss bei Hochfluten teils unter Wasser stehen; die Doppelschleuse schützte ab 1925 den Hafen. 1937 hatte Wesermünde den zweitgrößten Fischereihafen der Welt.
Halle X von 1928/29 wurde entworfen vom Regierungsbaurat Emil Vogel und Regierungsbaumeister Wucherpfennig vom Preußischen Wasserbauamt Wesermünde sowie von Karl Zeh. Halle X war das zentrale Bauwerk als Pack- und Auktionshalle.
Die verklinkerten mehrere hundert Meter langen Hallen XII und XIV wurden von 1936 bis 1940 gebaut. Kriegsbedingt wurden die Arbeiten an Halle XIV 1940 eingestellt. Planer waren Oberbaurat Emil Vogel und Regierungsbauassessor Störr vom Wasserbauamt.
Seit 1949 fanden wieder Fischauktionen statt. 1950 entstand die Auktionshalle X-Nord. Überregional bekannt waren die schnellsprechenden und für Laien kaum verständlichen Fischauktionatoren der  Fischereihafen-Betriebsgesellschaft. Bis in die 1960er Jahre war der Fischereihafen der Größte auf dem europäischen Festland. 1971 wurde der Fischereihafen ein Stadtteil von Bremerhaven. Ab den 1970er Jahren nahm der Umfang der Fischanlandungen deutlich ab; die Verarbeitung von Fisch und Tiefkühlkost übernahm die Nachfolge. 2008 war der eigentliche Fischereihafen rund 450 ha groß.
Die Keramikbilder über den Türen stammen vom Keramiker und Zeichner Willi Ohler aus Worpswede.

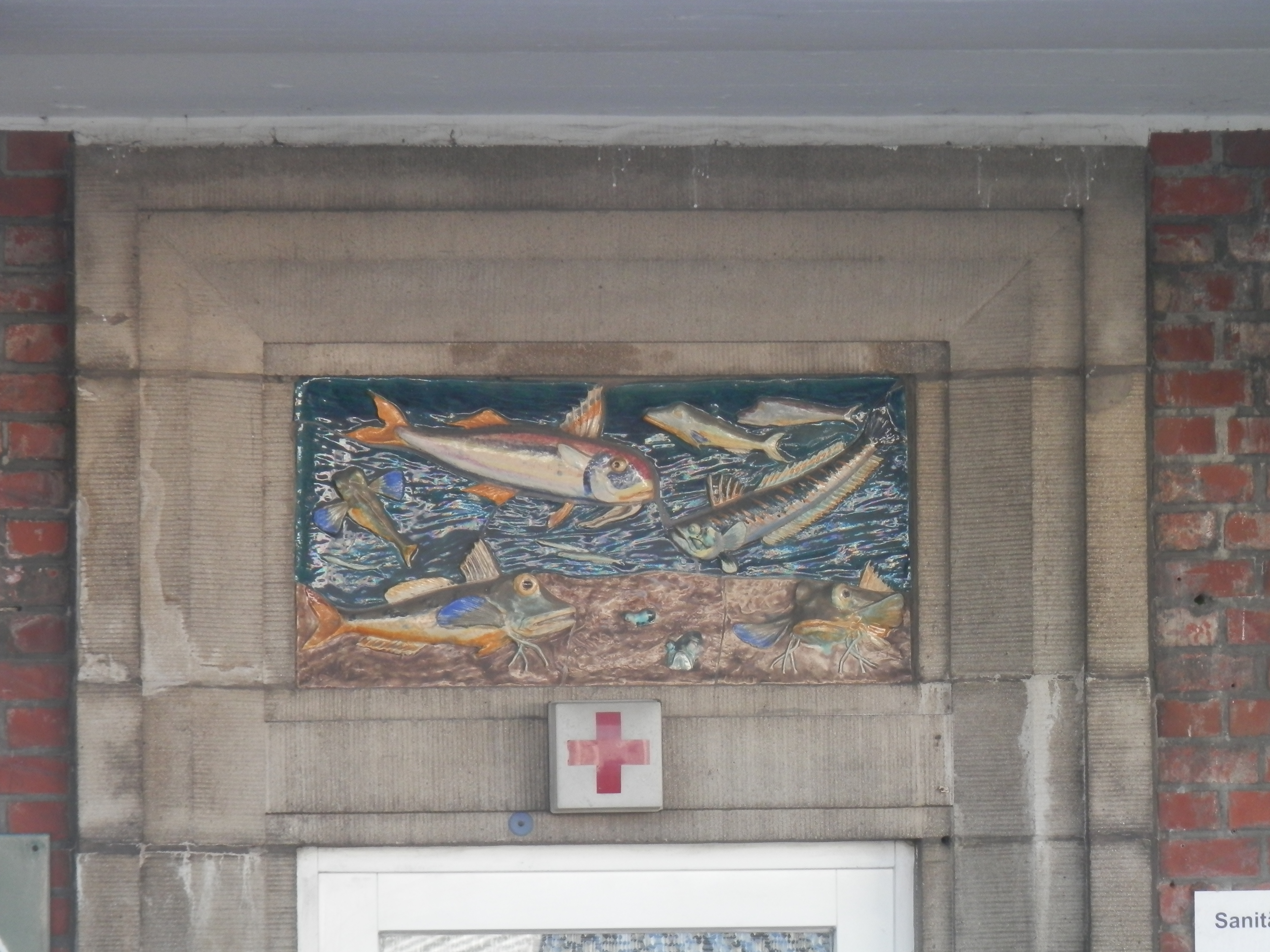
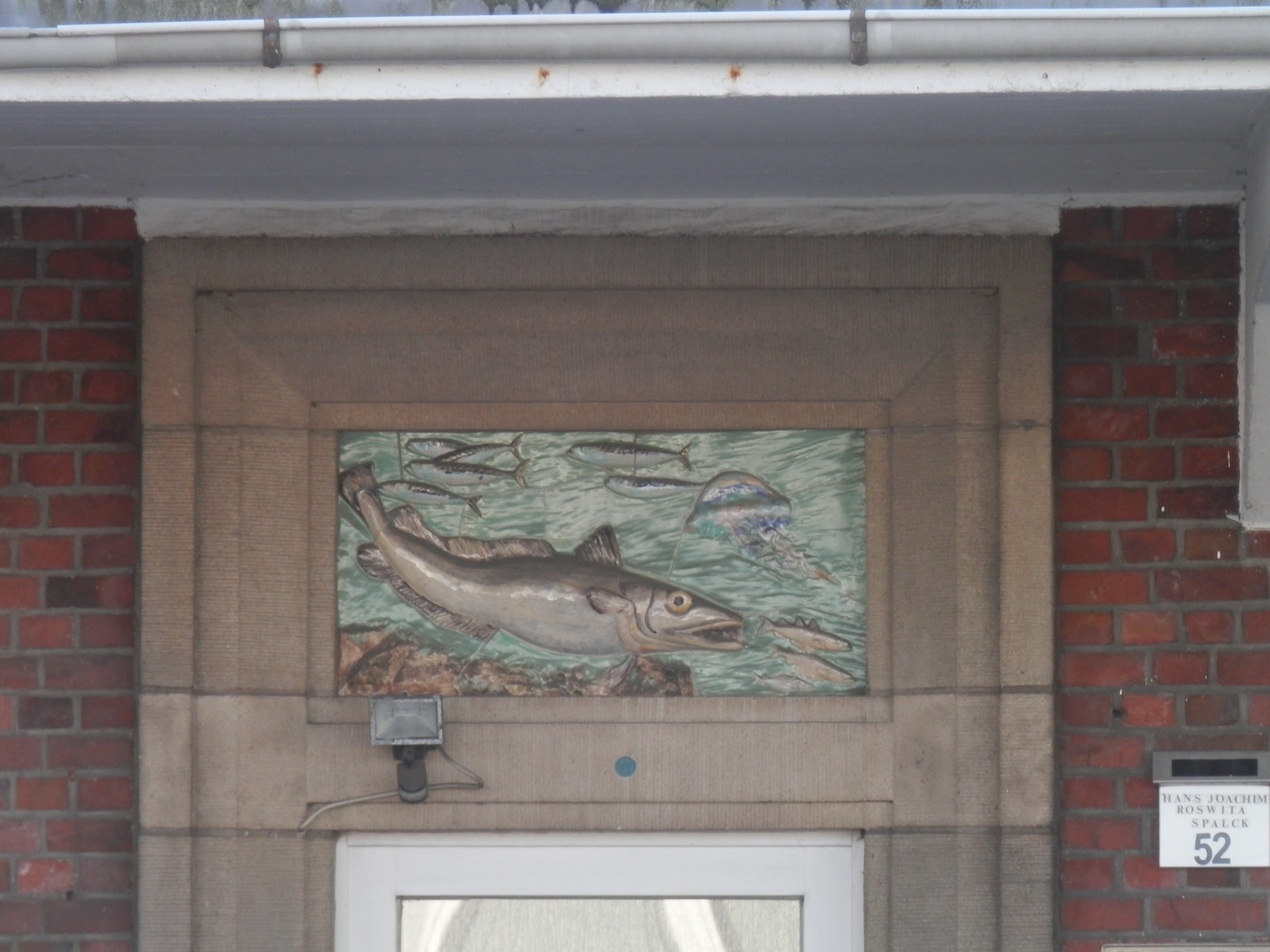
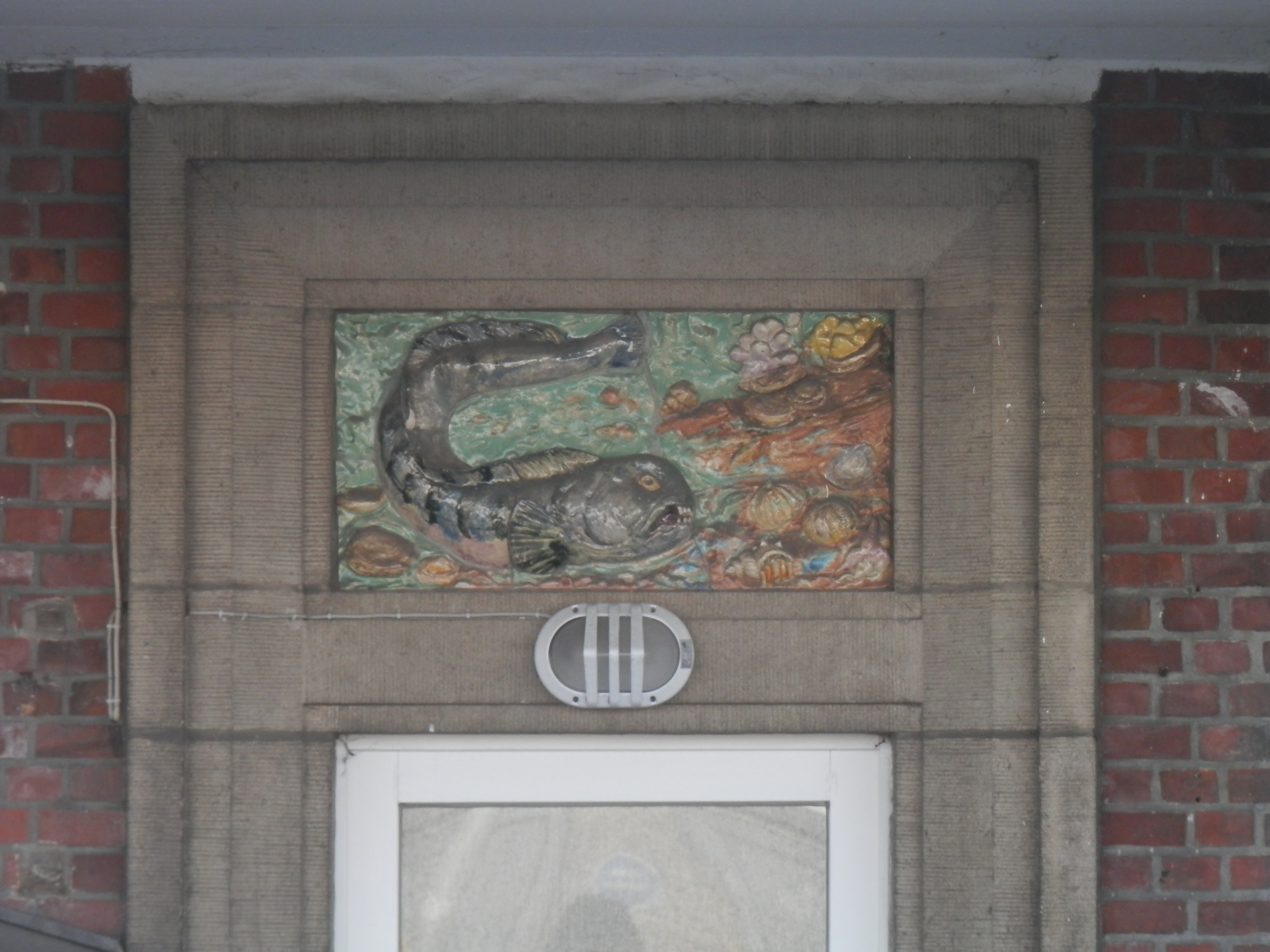
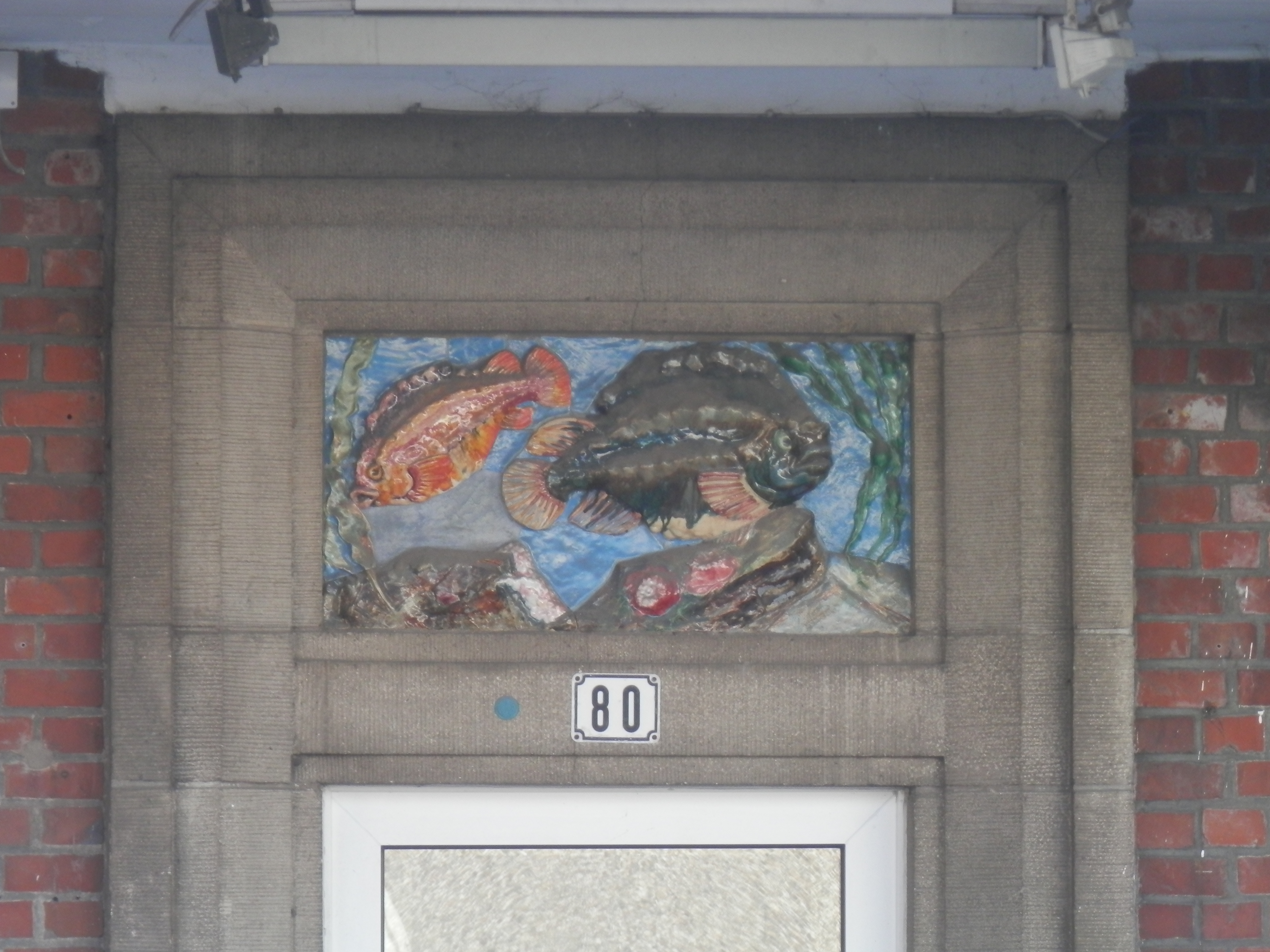
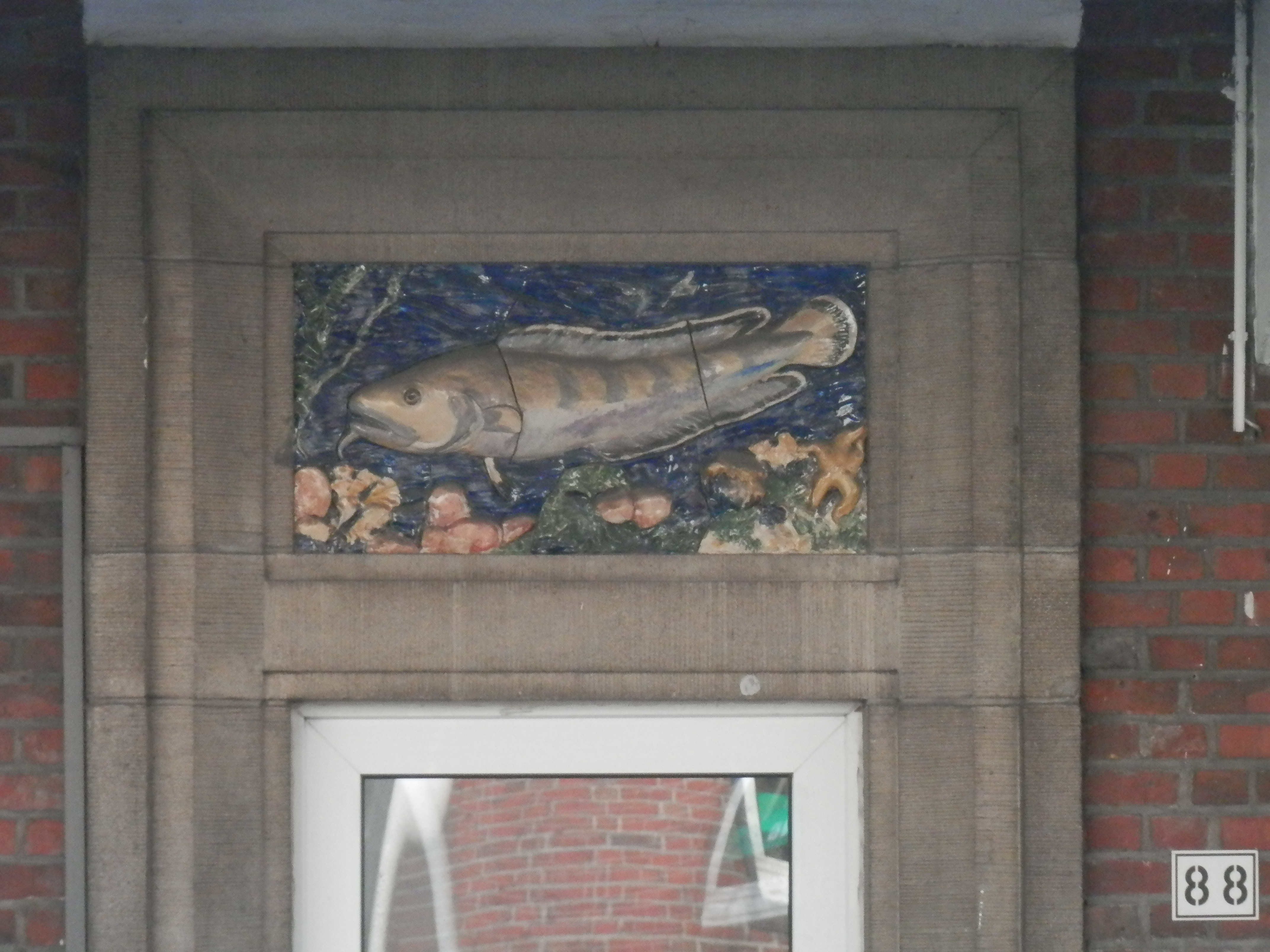
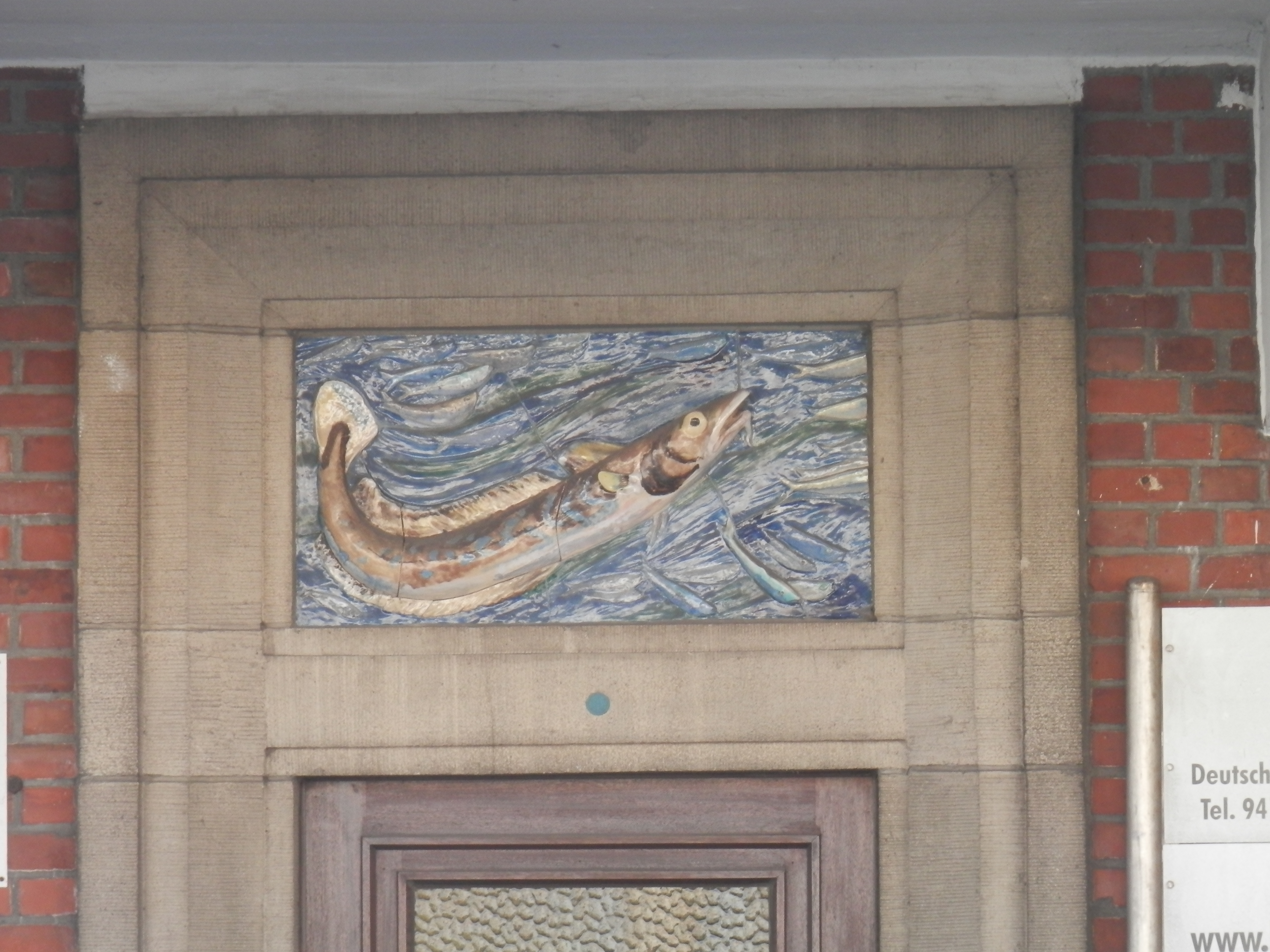